# 1935 v letectví
Tento článek obsahuje seznam událostí souvisejících s letectvím, které proběhly roku 1935.

## Události

### Leden
- 11.–12. ledna – Amelia Earhartová vykonává první sólo přelet Tichého oceánu z Honolulu na Havajských ostrovech do Oaklandu v Kalifornii.

### Březen
- 9. března – nacistické Německo obnovuje v rozporu s Versailleskou smlouvou vojenské letectvo Luftwaffe

### Září
- 16. září – v závodě o Pohár Gordona Bennetta zvítězili Poláci Zbigniew Burzyński a Władysław Wysocki

## První lety
- Focke-Wulf Fw 58
- Fokker F.XXII
- Jokosuka B4Y
- Klemm Kl 35

### Leden
- 14. ledna – Letov Š-331

### Únor
- 19. února – Nardi FN.305
- 24. února – Heinkel He 111

### Březen
- 15. března – Dornier Do 18
- 24. března – Avro Anson, vojenský prototyp K 4771

### Duben
- Douglas DB-1, prototyp B-18 Bolo
- Zlín Z-XII
- 1. dubna – NA-16, prototyp T-6 Texan/Harvard
- 12. dubna – Bristol Britain First, prototyp Bristolu Blenheim
- 15. dubna – Douglas XTBD-1, prototyp torpédového bombardéru Douglas TBD Devastator

### Květen
- 19. května – Consolidated XPBY-1, později pojmenované Catalina
- 27. května – Curtiss P-36 Hawk
- 28. května – Messerschmitt Bf 109
- 31. května – Fairchild Model 45

### Červen
- 6. června – Fairey Fantôme[1]
- 19. června – Vickers Wellesley
- 23. června – Bristol Bombay
- 26. června – Breguet-Dorand Gyroplane Laboratoire

### Červenec
- 10. července – Beneš-Mráz Be-60 Bestiola
- 11. července – Jakovlev AIR-19, prototyp Jakovleva UT-2
- 16. července – Tupolev DB-2
- 17. července – Boeing model 299, prototyp B-17 Flying Fortress
- 27. července – Miles Falcon Six

### Srpen
- Lioré et Olivier LeO C-30
- 8. srpna – Morane-Saulnier MS.405
- 12. srpna – de Havilland Dragonfly
- 15. srpna – Seversky P-35
- 19. srpna – Northrop BT
- 31. srpna – Beneš-Mráz Be-50 Beta-Minor

### Září
- 17. září – Junkers Ju 87

### Listopad
- 6. listopadu – Hawker Hurricane, K5083
- 14. listopadu – Noorduyn Norseman

### Prosinec
- 17. prosince – Douglas DST, prototyp Douglasu DC-3
- 18. prosince – Miles Nighthawk